# Krysty Wilson-Cairns
Krysty Wilson-Cairns (Glasgow, 26 maggio 1987) è una sceneggiatrice scozzese.

## Biografia
Nata e cresciuta a Glasgow, Wilson-Cairns si è appassionata al cinema dopo aver lavorato da adolescente come assistente di produzione in serie televisive scozzesi come Taggart e Rebus. Ha studiato cinema digitale al Royal Conservatoire of Scotland, laureandosi nel 2009. Dopo aver lavorato per un anno con la BBC, si è trasferita a Londra, ottenendo un master's degree in sceneggiatura presso la National Film and Television School nel 2013. Durante gli studi, si manteneva lavorando come barista in un pub irlandese a Soho.
Nel 2014 la sua sceneggiatura di fantascienza Aether è risultata tra le prime dieci della Black List, la classifica annuale delle migliori sceneggiature non ancora prodotte stilata da persone all'interno dell'industria cinematografica. Lo script ha attirato l'attenzione dello sceneggiatore John Logan, che la ha assunta per scrivere alcuni episodi della serie televisiva Penny Dreadful. Nel 2017, Wilson-Cairns è stata inclusa da Forbes nella propria lista delle 30 persone più promettenti sotto i 30 anni nell'industria cinematografica.
Nel 2019 ha co-sceneggiato il film di guerra 1917, per la quale era stata cercata appositamente dal regista Sam Mendes, produttore di Penny Dreadful. Il film le è valso una candidatura all'Oscar alla migliore sceneggiatura originale. Lo stesso anno, è stata definita una dei «10 sceneggiatori da tenere d'occhio» dalla rivista Variety. Nel 2021 lavora all'horror psicologico Ultima notte a Soho (2021), co-sceneggiato assieme al regista Edgar Wright.

## Filmografia

### Cinema
- All Men's Dead, regia di David Simpson - cortometraggio (2012)
- The End of an Era, regia di Yousif al-Kalifa - cortometraggio (2012)
- Dollface, regia di Louis Paxton - cortometraggio (2013)
- Fink, regia di Gat Powell - cortometraggio (2013)
- 1917, regia di Sam Mendes (2019)
- Ultima notte a Soho (Last Night in Soho), regia di Edgar Wright (2021)
- The Good Nurse, regia di Tobias Lindholm (2022)

### Televisione
- Penny Dreadful – serie TV, episodi 3x06-3x08 (2016)